# Hr.Ms. Jaqueline Clasine (1940)
De Hr.Ms. Jaqueline Clasine was een stoomtrawler uit IJmuiden die op 3 mei 1940 naar de visgronden vertrok, maar bij de bezetting uitweek naar het Verenigd Koninkrijk. Het schip werd daar aangekocht door de Koninklijke Marine en verbouwd tot hulpmijnenveger. 
- In januari 1942 startte het vegen in Minesweeping Group 67 vanuit Holyhead.
- Van februari 1942 tot maart 1943 bij HMS Skirmisher in Milford, daarna overgedragen aan de Engelse marine.
- 1944 Omgebouwd om rookgordijnen te kunnen leggen.
- Juni 1944 deelgenomen aan de invasie in Normandië, samen met andere rookgordijnen leggende vissersschepen en G.F. Pearson R.N.R. als schipper.
- 11 april 1946 Overgedragen aan de voormalige eigenaar en opgelegd in IJmuiden.
- 5 mei 1952 verkocht aan scheepssloperij N. V. Frank Rijsdijk’s Industriële Ondernemingen in Hendrik-Ido-Ambacht.